# Kanton Pierrefontaine-les-Varans
Kanton Pierrefontaine-les-Varans (francouzsky Canton de Pierrefontaine-les-Varans) je francouzský kanton v departementu Doubs v regionu Franche-Comté. Tvoří ho 20 obcí.

## Obce kantonu
- Consolation-Maisonnettes
- Domprel
- Flangebouche
- Fournets-Luisans
- Fuans
- Germéfontaine
- Grandfontaine-sur-Creuse
- Guyans-Vennes
- Landresse
- Laviron
- Loray
- Orchamps-Vennes
- Ouvans
- Pierrefontaine-les-Varans
- Plaimbois-Vennes
- La Sommette
- Vellerot-lès-Vercel
- Vennes
- Villers-Chief
- Villers-la-Combe